# Jesús Aranguren
Jesús Aranguren Merino (Portugalete, Vizcaya, 26 de diciembre de 1944-Baracaldo, Vizcaya, 21 de marzo de 2011), conocido como Txutxi Aranguren, fue un futbolista y entrenador español.

## Trayectoria

### Como jugador
Desarrolló su carrera como jugador en las filas del Athletic Club, a donde llegó con diecisiete años procedente del Sestao S. C. En la campaña 1962-63 se incorporó al primer equipo del Athletic y a lo largo de trece temporadas sumó 247 partidos y cuatro goles en Primera División, cuarenta y cuatro partidos en la Copa del Generalísimo, veinticinco partidos en la Copa de Ferias y tres partidos en la Recopa de Europa. En la Copa del Generalísimo se proclamó campeón en 1969 y 1973. También llegó a ser internacional juvenil, olímpico y militar.

### Como entrenador
Tras obtener el título de entrenador en 1975, empezó a trabajar con las categorías inferiores del Athletic Club en las instalaciones de Lezama. Permaneció en el organigrama del conjunto bilbaíno hasta la temporada 1977-78, en la que dirigió al Bilbao Athletic. En la temporada 1978-79 fue contratado por el Deportivo Alavés, al que entrenó durante dos campañas en Segunda División. En marzo de 1981 sustituyó al uruguayo Roque Olsen al frente del banquillo del R. C. Recreativo de Huelva, donde permaneció hasta el final de la temporada 1983-84. En la campaña 1984-85 pasó a entrenar al Cartagena F. C. y en la siguiente lo hizo en el R. C. Deportivo de La Coruña.
Para la temporada 1986-87 fichó por el C. D. Logroñés y el equipo concluyó en tercer puesto la competición. De este modo, consiguió clasificarse para disputar el play-off de ascenso, donde quedó agrupado con el Valencia C. F., el Recreativo de Huelva, el Elche C. F., el Bilbao Athletic y el Hércules C. F. Tras una victoria en el estadio de Las Gaunas frente al Valencia, el Logroñés logró el primer ascenso a Primera División de su historia. La temporada 1987-88 también significó el debut en la categoría de Aranguren, que dejó al equipo en el decimotercer puesto de la tabla. Recibió entonces una oferta para dirigir durante el curso 1988-89 al Real Sporting de Gijón. Sin embargo, en la siguiente fue cesado después de cuatro jornadas en las que el equipo obtuvo tres derrotas y un empate.
A mediados de 1990, José Julián Lertxundi ganó las elecciones a la presidencia del Athletic Club y nombró coordinador general de Lezama a Aranguren. Permaneció en el cargo hasta 1994, cuando la nueva directiva de José María Arrate decidió prescindir de sus servicios. Durante este periodo, además, llegó a dirigir al Athletic Club en la temporada 1991-92 tras la destitución de Iñaki Sáez.
A continuación, regresó Deportivo Alavés de cara a la campaña 1994-95 en la Segunda División B. Tras obtener el campeonato del grupo I, en la liguilla de ascenso el Alavés quedó encuadrado junto al Real Jaén C. F., la U. D. Las Palmas y la U. D. A. Gramanet. Consiguieron el ascenso en Jaén pese a perder 3-1. Siguió al frente del equipo en las dos siguientes campañas y en la segunda asumió también la labor de mánager general en sustitución de Javier Zubillaga. No obstante, no llegó a concluirla ya que fue destituido el 16 de febrero de 1997, tras una derrota en casa contra el R. C. D. Mallorca por 2-3.
En enero de 1998 sustituyó a Roberto Álvarez al frente del Levante U. D. y se convirtió en el cuarto entrenador del equipo en esa misma temporada. En marzo, tras una derrota en el estadio Nuevo Vivero contra el C. D. Badajoz por 2-0, presentó su dimisión al verse incapaz de sacar adelante al conjunto valenciano. En la campaña 1998-99 volvió a Cartagena para entrenar al Cartagonova F. C., que realizaba su debut en la Segunda División B. Terminó la competición en el segundo puesto y disputó la liguilla de ascenso a Segunda División, aunque el Cartagonova perdió sus opciones de conseguirlo tras sendas derrotas en los dos últimos partidos contra el Córdoba C. F. En la siguiente temporada consiguió un octavo puesto y la tercera no llegó a completarla, pues decidió dimitir tras perder en casa por 0-4 frente al R. C. D. Español "B".
En la temporada 2001-02 se produjo su segundo regreso al Alavés, en esta ocasión, para hacerse cargo del filial en Segunda B. Permaneció en ese puesto hasta la temporada 2004-05, cuando fue cesado en enero tras perder por 3-2 en el campo de El Malecón frente a la R. S. Gimnástica de Torrelavega. También dirigió al primer equipo durante un paréntesis de siete partidos en la temporada 2002-03, sin que consiguiese evitar el descenso a Segunda División del equipo.

### Vida tras la retirada
Su salida del Deportivo Alavés supuso su retirada de los banquillos para cuidar de su esposa, aquejada de una grave enfermedad. Falleció en la sala de espera de una consulta del hospital de Cruces a causa de un infarto agudo de miocardio, cuando acompañaba a su mujer a una consulta rutinaria el 21 de marzo de 2011.

## Clubes

### Como jugador
| Club          | País   | Año       |
| ------------- | ------ | --------- |
| Athletic Club | España | 1962-1975 |

### Como entrenador
| Club                   | País   | Año       |
| ---------------------- | ------ | --------- |
| Bilbao Athletic        | España | 1977-1978 |
| Deportivo Alavés       | España | 1978-1980 |
| Recreativo de Huelva   | España | 1981-1984 |
| Cartagena F. C.        | España | 1984-1985 |
| Deportivo de La Coruña | España | 1985-1986 |
| C. D. Logroñés         | España | 1986-1988 |
| Sporting de Gijón      | España | 1988-1989 |
| Athletic Club          | España | 1992      |
| Deportivo Alavés       | España | 1994-1997 |
| Levante U. D.          | España | 1998      |
| Cartagonova F. C.      | España | 1998-2000 |
| Deportivo Alavés "B"   | España | 2001-2003 |
| Deportivo Alavés       | España | 2003      |
| Deportivo Alavés "B"   | España | 2003-2004 |

## Palmarés

### Campeonatos nacionales
| Título                | Club          | País   | Año  |
| --------------------- | ------------- | ------ | ---- |
| Copa del Generalísimo | Athletic Club | España | 1969 |
| Copa del Generalísimo | Athletic Club | España | 1973 |